# Episodi di Soko 5113 (quinta stagione)
La quinta stagione della serie televisiva Soko 5113 è stata trasmessa in anteprima in Germania dalla ZDF tra il 10 marzo 1986 e il 16 luglio 1986.
| nº | Titolo originale        | Titolo italiano | Prima TV Germania | Prima TV Italia |
| -- | ----------------------- | --------------- | ----------------- | --------------- |
| 1  | Herle sieht doppelt     |                 | 10 marzo 1986     |                 |
| 2  | Stille Teilhaber        |                 | 7 aprile 1986     |                 |
| 3  | Sichtvermerk (Teil 1)   |                 | 17 marzo 1986     |                 |
| 4  | Sichtvermerk (Teil 2)   |                 | 24 marzo 1986     |                 |
| 5  | In die falsche Richtung |                 | 14 aprile 1986    |                 |
| 6  | Das Versprechen         |                 | 21 aprile 1986    |                 |
| 7  | Das Duell (Teil 1)      |                 | 5 maggio 1986     |                 |
| 8  | Das Duell (Teil 2)      |                 | 12 maggio 1986    |                 |
| 9  | Endstation Amsterdam    |                 | 2 giugno 1986     |                 |
| 10 | Finderlohn              |                 | 9 giugno 1986     |                 |
| 11 | Artistengepäck          |                 | 26 giugno 1986    |                 |
| 12 | Das harte Geschäft      |                 | 16 luglio 1986    |                 |